# NGC 1293
NGC 1293 est une galaxie elliptique située dans la constellation de Persée. Elle a été découverte par l'astronome germano-britannique William Herschel en 1786.

## Caractéristiques
Sa vitesse par rapport au fond diffus cosmologique est de 4 015 ± 12 km/s, ce qui correspond à une distance de Hubble de 59,2 ± 4,2 Mpc (∼193 millions d'al).
À ce jour, cinq mesures non basées sur le décalage vers le rouge (redshift) donnent une distance de 87,860 ± 22,165 Mpc (∼287 millions d'al), ce qui est à l'intérieur des valeurs de la distance de Hubble en raison de l'écart-type très grand de cet échantillon. Notons cependant que c'est avec la valeur moyenne des mesures indépendantes, lorsqu'elles existent, que la base de données NASA/IPAC calcule le diamètre d'une galaxie et qu'en conséquence le diamètre de NGC 1293 pourrait être d'environ 25,5 kpc (∼83 200 al) si on utilisait la distance de Hubble pour le calculer. 

## Amas de Persée
NGC 1293 est une galaxie de l'amas de Persée.

## Groupe de NGC 1272
NGC 1293 fait partie du groupe de NGC 1272 qui comprend au moins 28 galaxies, dont les galaxies NGC 1272, IC 309, NGC 1281 et NGC 1334. Garcia indique aussi dans sa liste la galaxie IC 1907 qui est un doublon de NGC 1278 et il identifie celle-ci à PGC 12405. Il s'agit d'une erreur car NGC 1278 est PGC 12438 et elle est beaucoup plus éloignée que les autres galaxies du groupe de NGC 1272. Par contre, PGC 12405 appartient à ce groupe. Le groupe de NGC 1272 fait partie de l'amas de Persée.